# Kortstaartbreedbektiran
De kortstaartbreedbektiran (Platyrinchus cancrominus) is een zangvogel uit de familie Tyrannidae (tirannen).

## Verspreiding en leefgebied
Deze soort komt voor van het zuidelijk Mexico tot westelijk  Costa Rica.

## Status
De grootte van de populatie is in 2008 geschat op 50.000-500.000 volwassen vogels. Op de Rode lijst van de IUCN heeft deze soort de status niet bedreigd.